# Quartier du Courgain Maritime

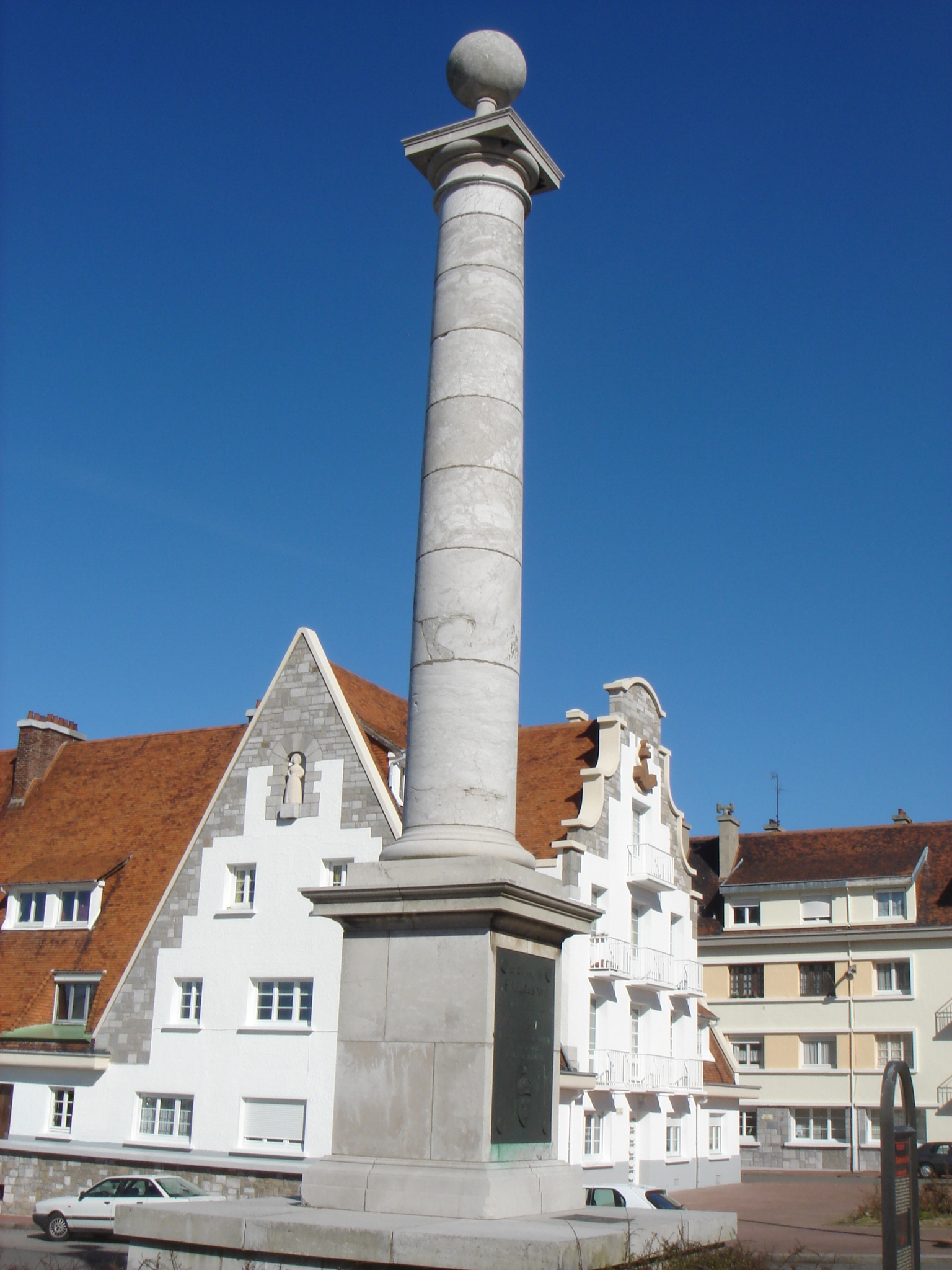
Colonne Louis XVIII.

Le Courgain Maritime est le quartier de Calais le plus proche des ports.

## Monuments
- Le Minck
- la colonne Louis XVIII
- Fort Risban[1]
- La matelote
- Monument à Gilbert Brazy[2]
- Monument à Léon Vincent (1874-1959), député, maire de Calais
- La chambre de commerce
- Le bassin du Paradis[3]. Une échancrure formée au premier millénaire de notre ère au débouché de la rivière de Guînes, donne naissance à un port où se regroupèrent marins et pêcheurs.
 Désenvasé sous l’occupation anglaise en 1397, il est approfondi, agrandi et modernisé au cours des siècles. Le bassin du Paradis, qui abrita jusqu'à cent bateaux, est un vestige des anciennes installations. Son activité périclita à partir de 1900. Désormais, une vingtaine de bateaux maintient la tradition, des pêcheurs plaisanciers surtout, que ne rebutent pas son assèchement à marée basse.
 Auparavant, au 15 août, un lâcher de canards permettait à de courageux nageurs d’essayer de les y attraper. Depuis quelques années, cette tradition, à la suite de plaintes déposées par des militants inquiétés par de « mauvais traitements envers les animaux » (les canards précités) sont remplacées par des joutes navales.
- À l’extrémité du quai d’Angoulême, un calvaire du marin a été érigé en 1988 avec du bois provenant de la jetée Est[4].

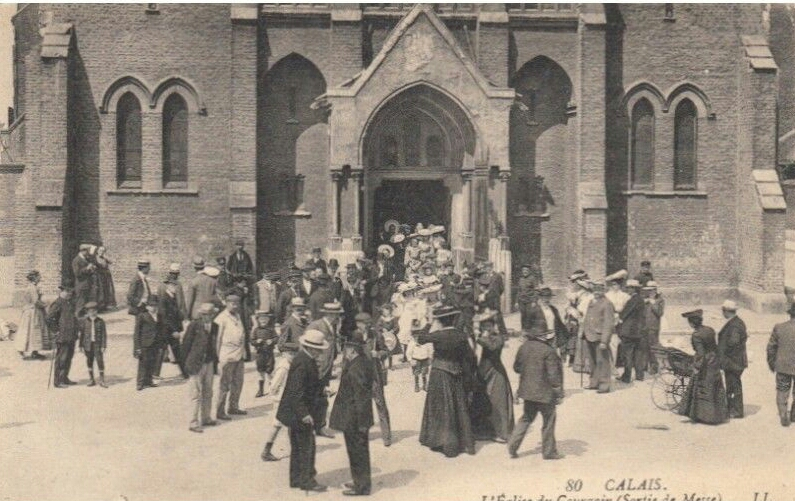
Sortie de messe au Courgain vers 1910.

- Église du Courgain Maritime : À l'initiative de l'abbé Grébert, vicaire de Notre-Dame, puis premier curé du Courgain Maritime, cette église destinée à remplacer une chapelle créée dans une taverne est ouverte au culte en 1867. Après sa destruction, pendant la guerre de 1939-1945, un sanctuaire moderne est construit par l'architecte Georges Wiart, et est inauguré le 30 mars 1964. Il contient des ex-votos et une statue de Notre-Dame du Risban de 1549, taillée dans un demi tronc de chêne, vénérée par les familles des pêcheurs.
- Le phare de Calais-Nord construit en 1848, électrifié en 1883; il remplaça en 1848, la Tour du Guet[5].

- Le Monument des Sauveteurs fut installé en 1899, boulevard des Alliés, puis transféré en 1960 au Courgain. Il s’agit d’un bronze du sculpteur Édouard Lormier.

- Monument Le Pluviôse[6], monument de bronze commémoratif, représentant le Pluviôse au moment fatidique, est érigé au centre du rond-point, qui se situe devant la plage de Calais.
 En 1910, la catastrophe du sous-marin le Pluviôse, coulé accidentellement devant la plage de Calais par le paquebot Pas-de-Calais, endeuille la France entière. Armand Fallières, président de la république, et son gouvernement viennent assister aux imposantes funérailles des vingt-sept victimes. Parmi ces victimes, Auguste Delpierre (1889-1910), seul Calaisien de l’équipage, meurt noyé à 21 ans devant la plage de Calais.
 Le long du bassin du Paradis, un quai porte le nom d'Auguste Delpierre.

- Stèle à Matthew Webb pour sa première traversée de la Manche le 25 août 1875 après 21 h 45 min de nage.

## Photothèque

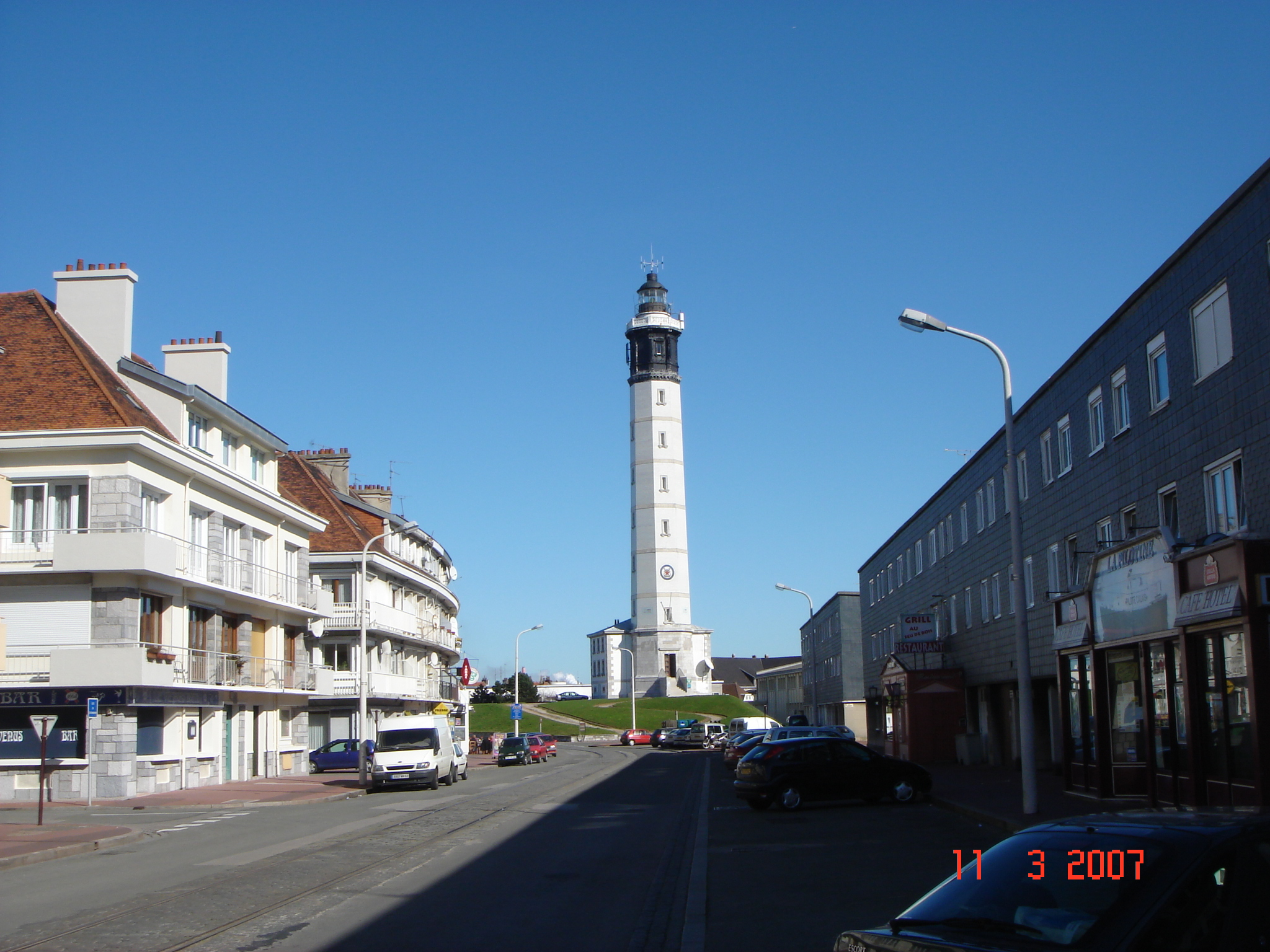
Boulevard des Alliés
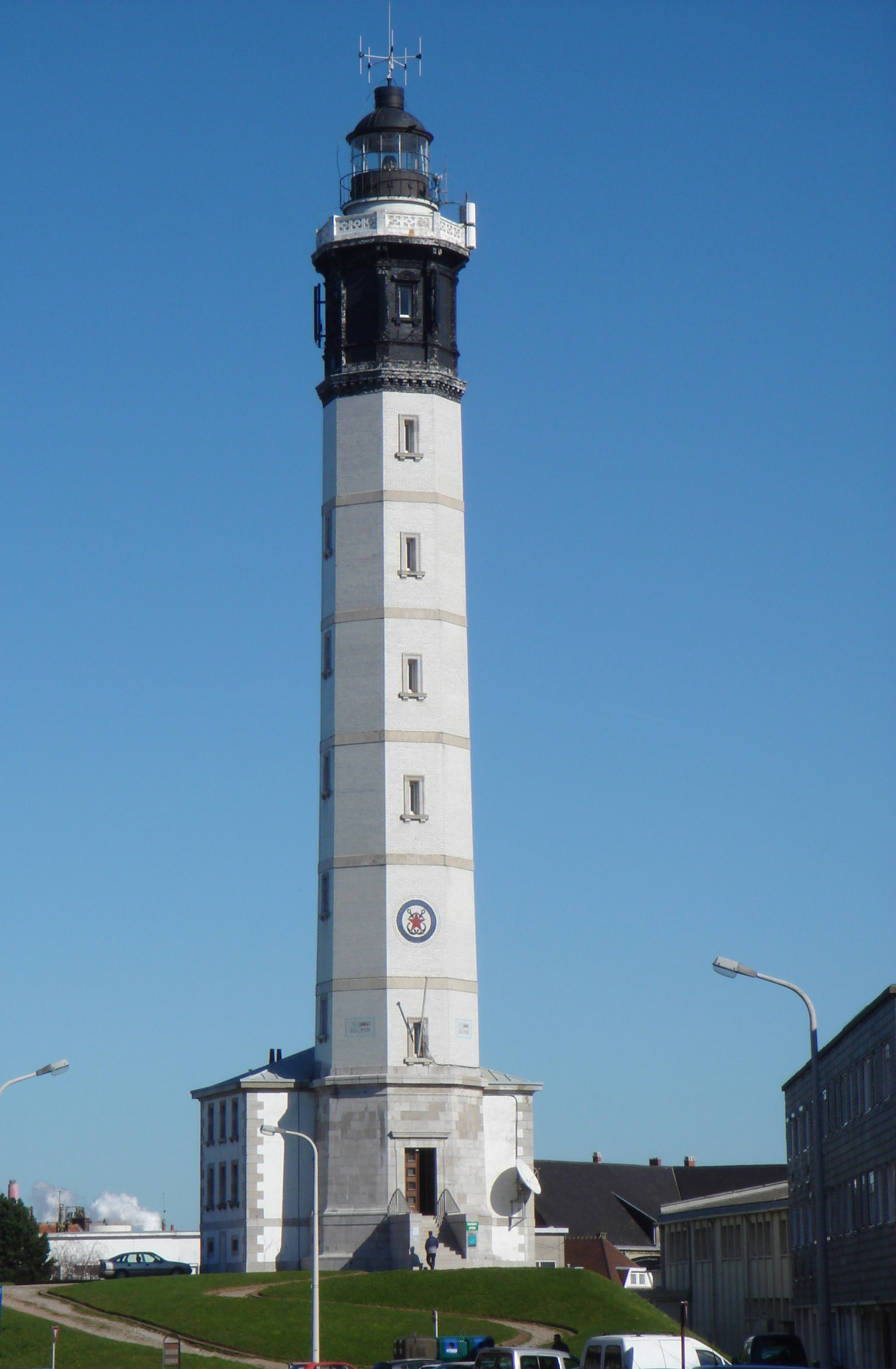
Le phare de Calais Nord
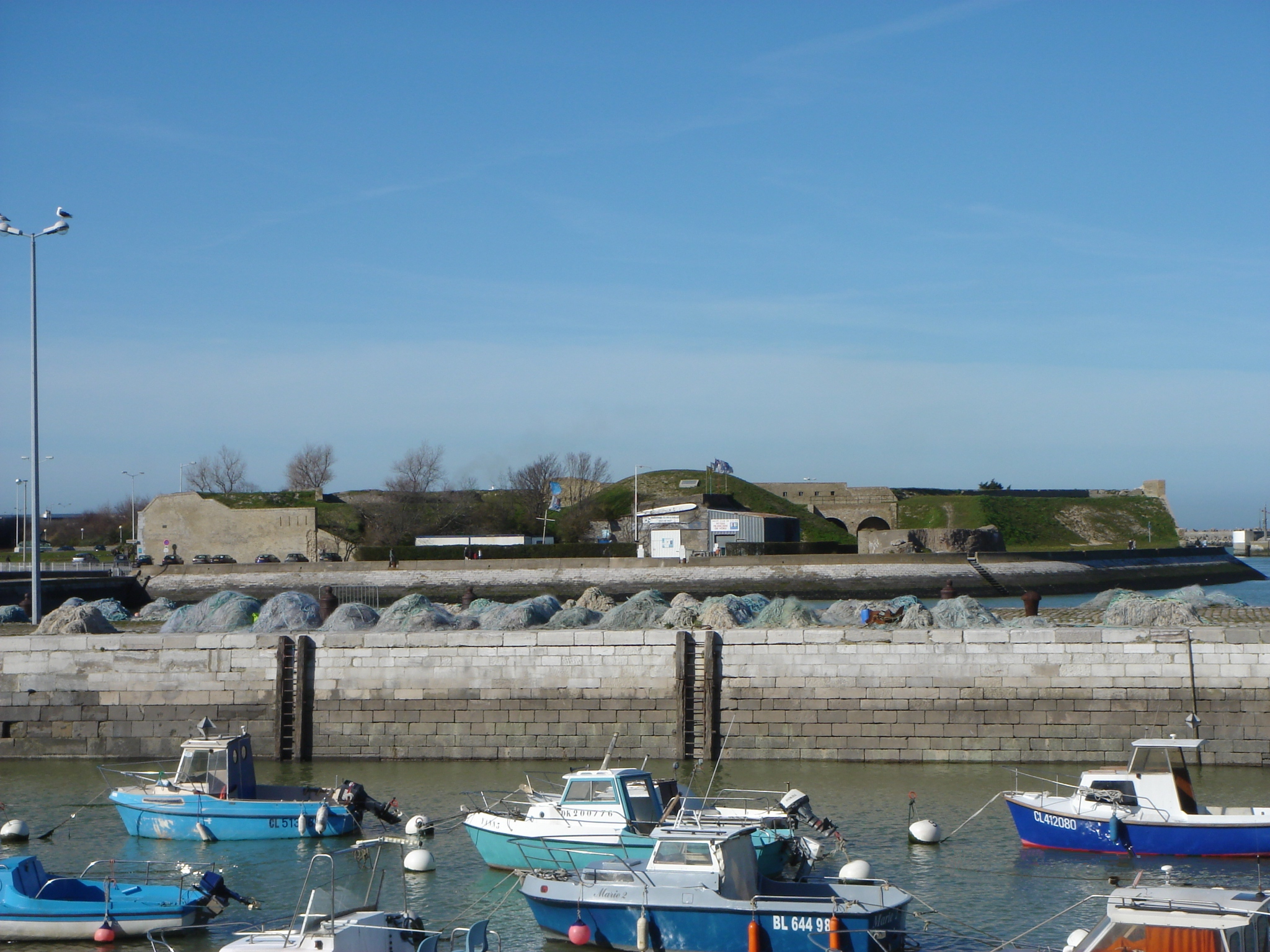
Le fort Risban vue du bassin du paradis
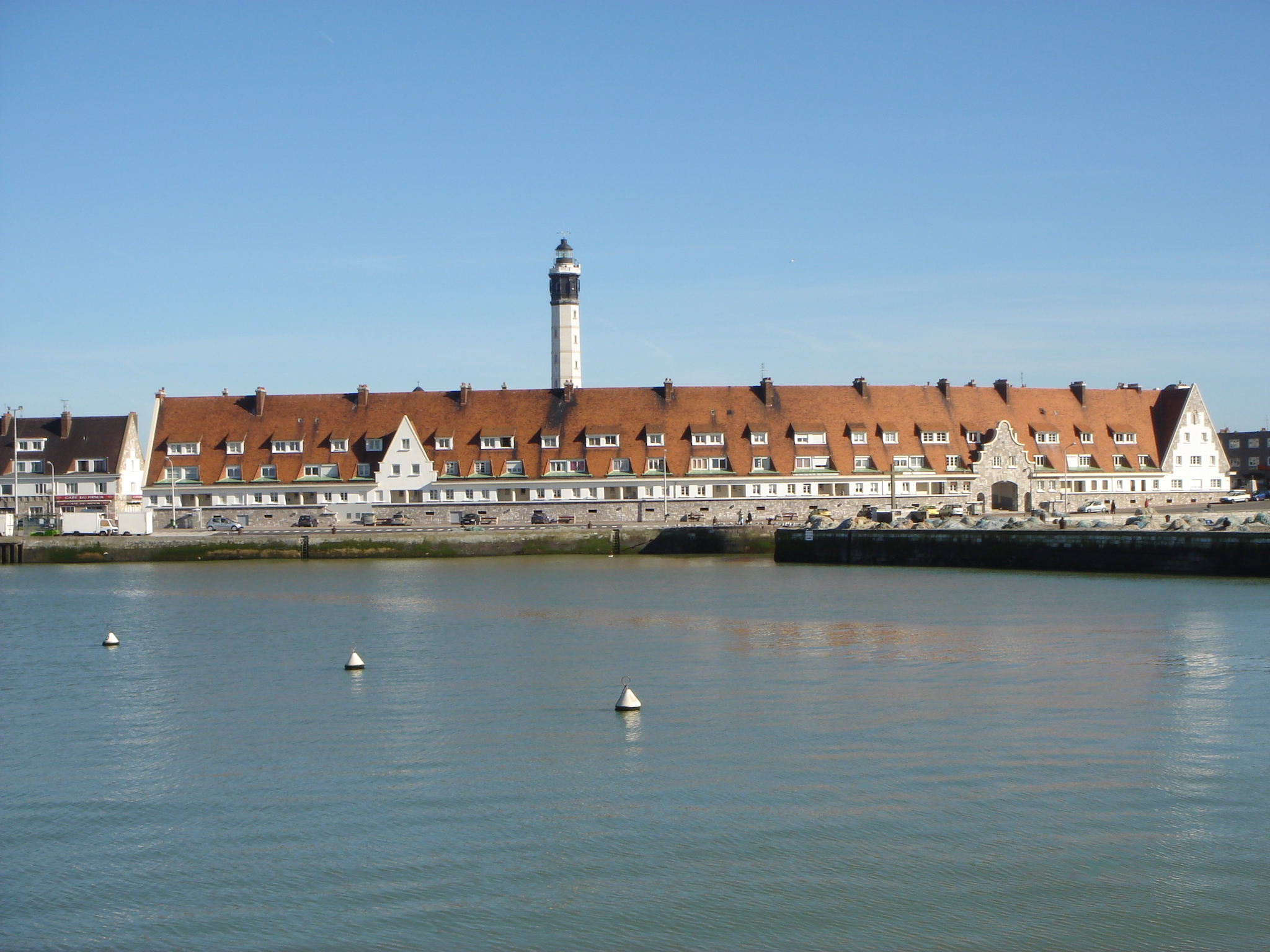
La matelote vue du bassin du paradis
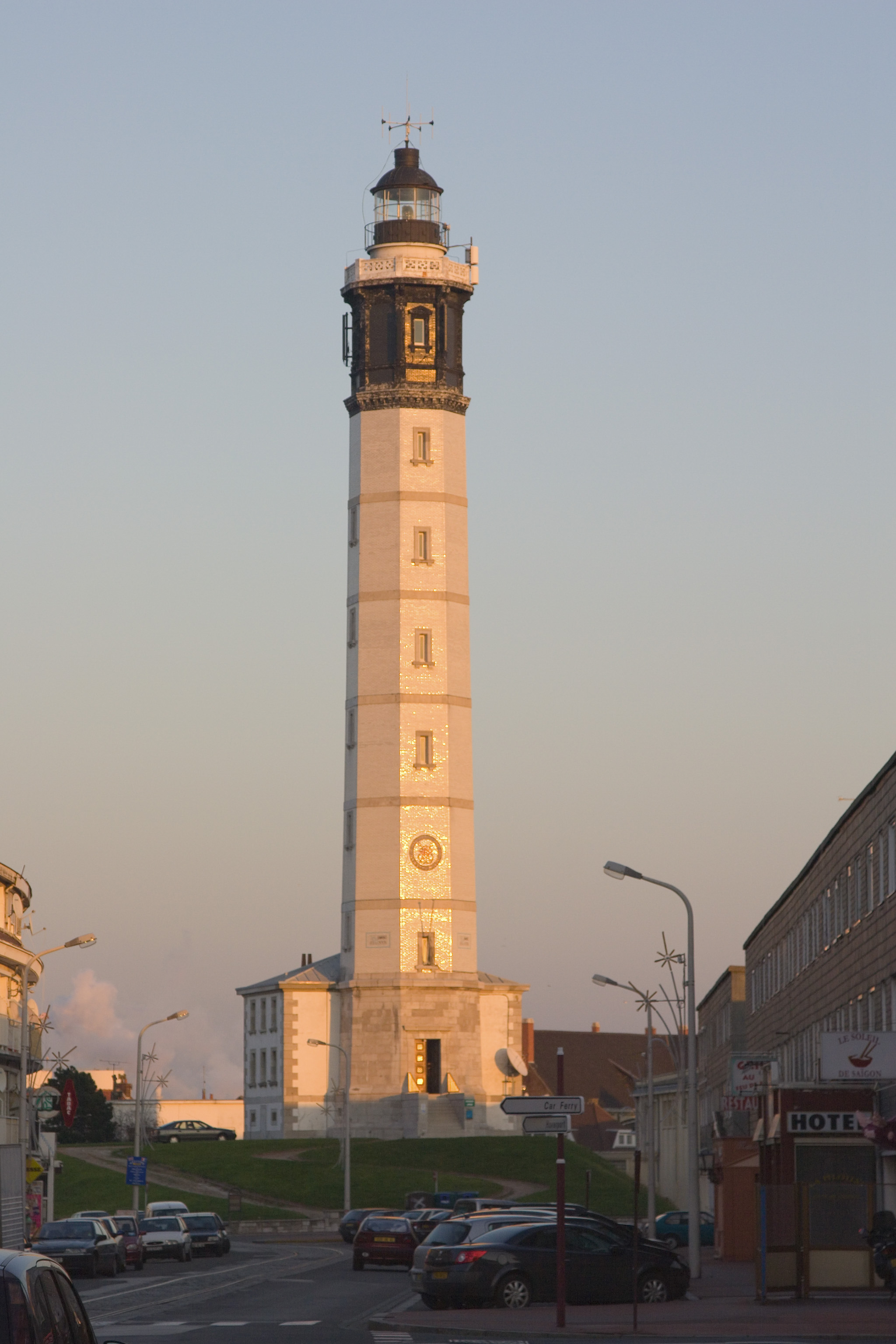
Boulevard des Alliés, vue sur le phare au coucher du soleil.
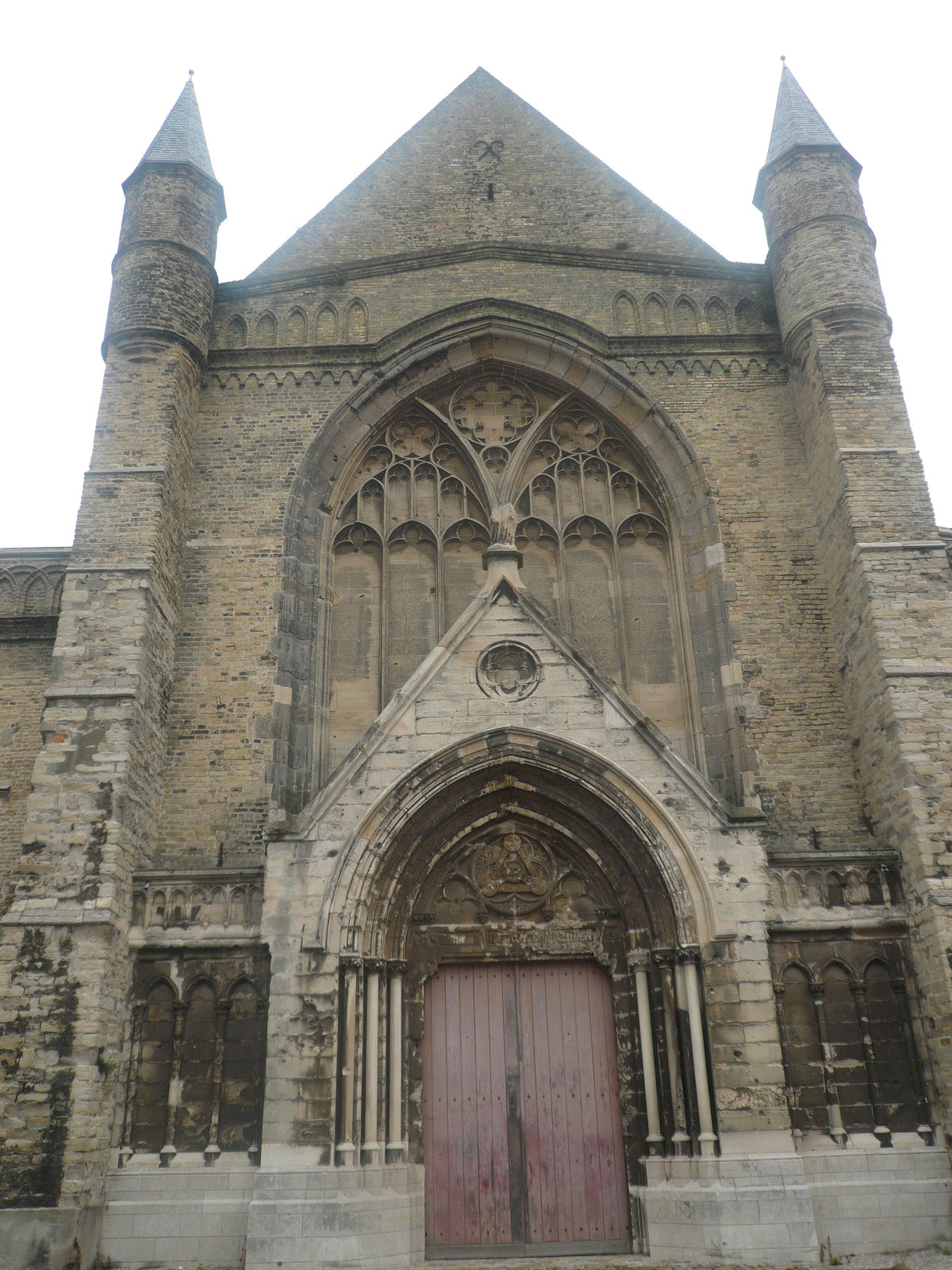
Église Notre-Dame de face
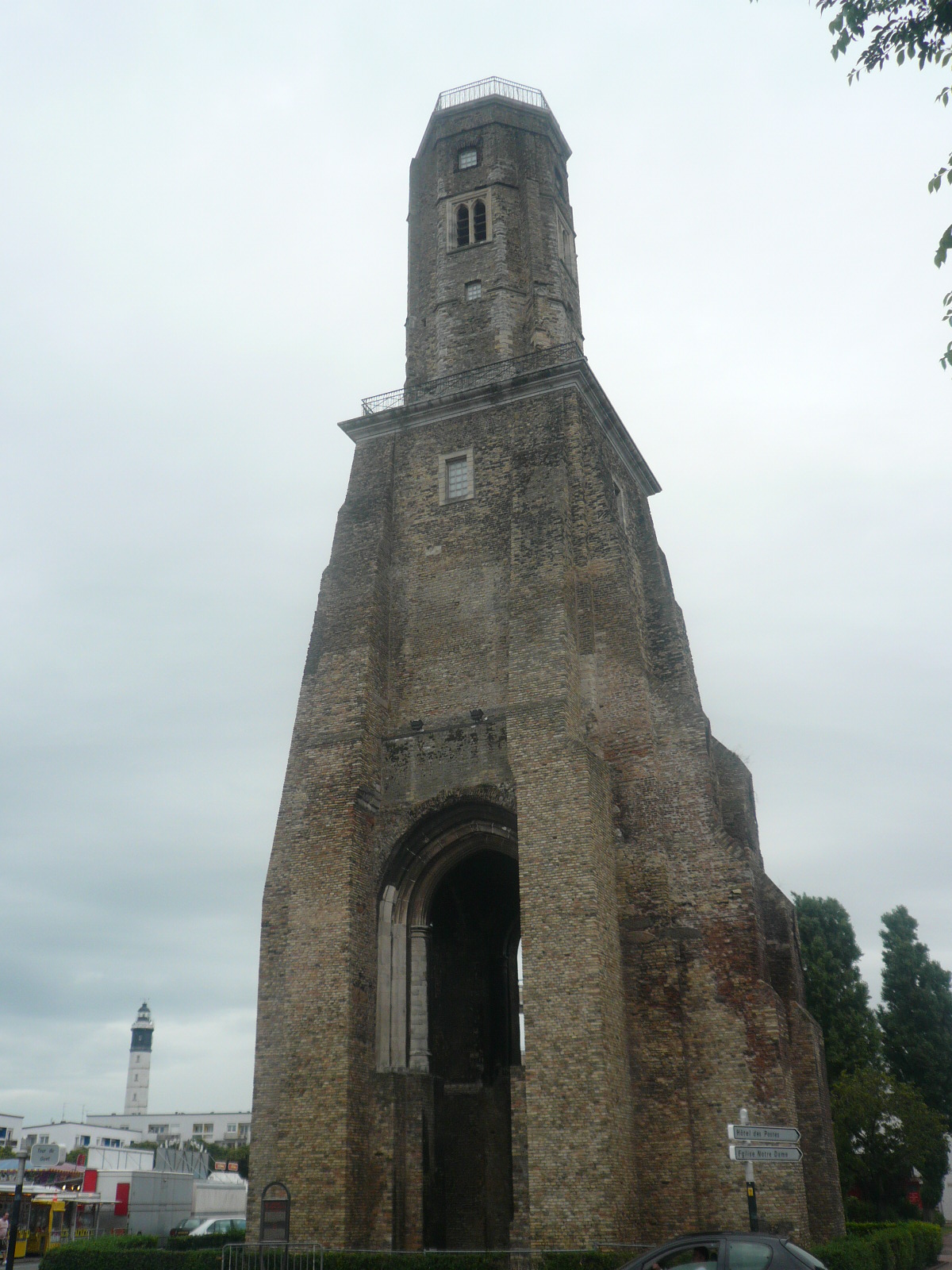
Tour du Guet et phare de Calais
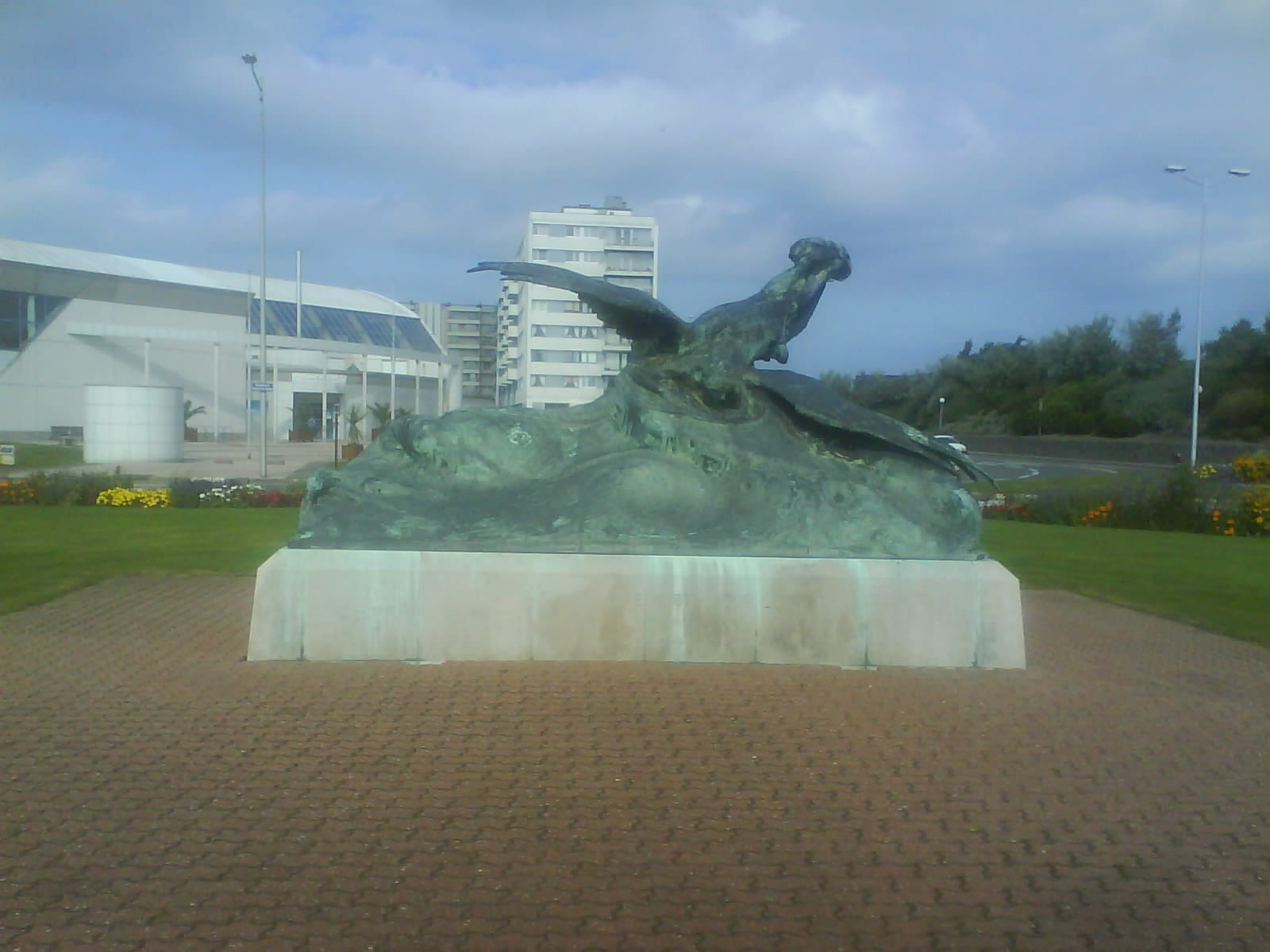
Monument Le Pluviôse